# Richard Bergh

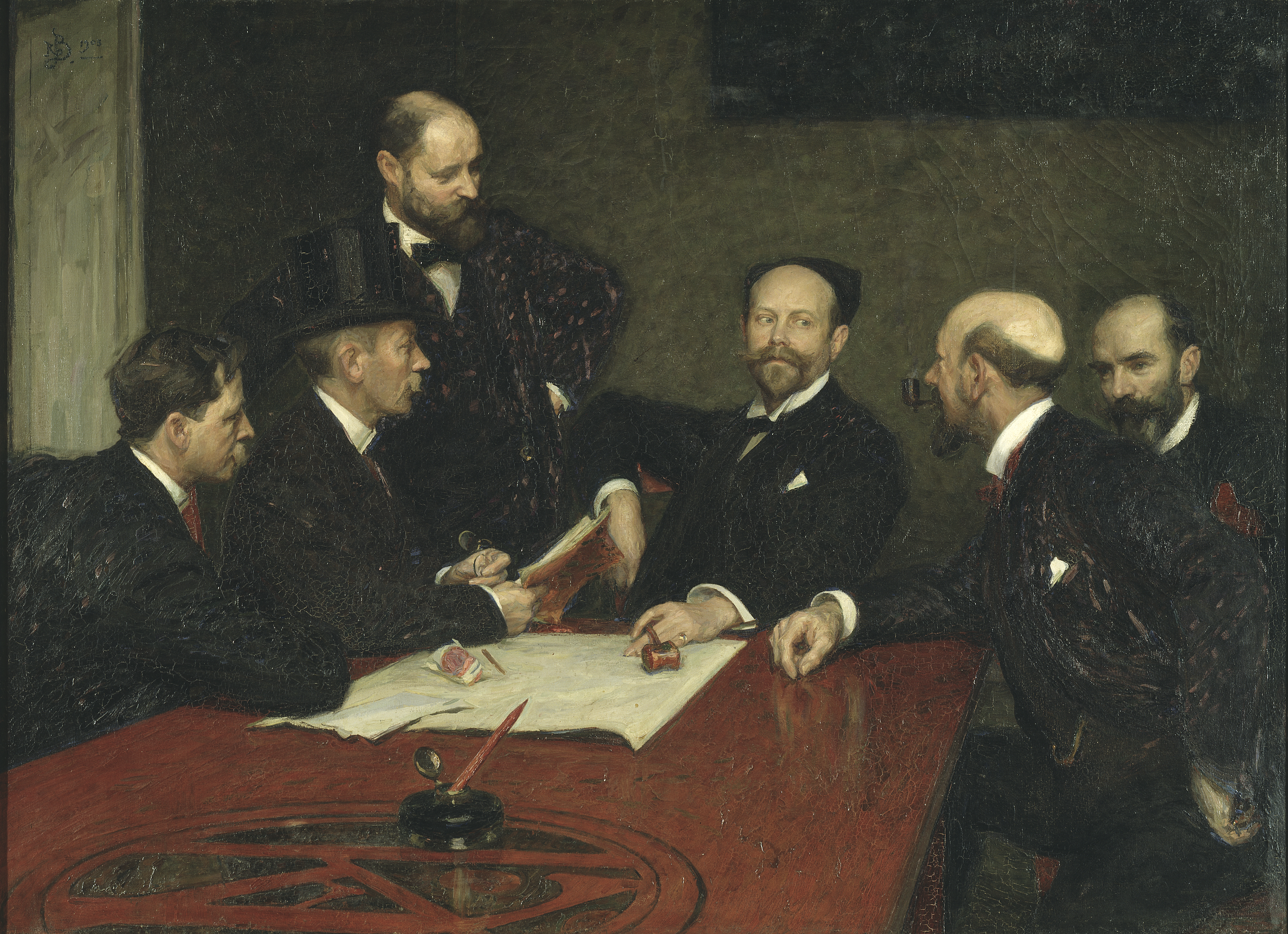
Konstnärsförbundets styrelse målad av Richard Bergh 1903. Från vänster ser vi Christian Eriksson, Eugène Jansson, Nils Kreuger, Karl Nordström (ordförande), Robert Thegerström och Richard Bergh

Sven Richard Bergh, född 28 december 1858 i Stockholm, död 29 januari 1919 i Storängen i Nacka, var en svensk konstnär, konstskriftställare och museiman. Han utnämndes år 1915 till överintendent för Nationalmuseum och han var starkt engagerad i Konstnärsförbundet.

## Liv och verk

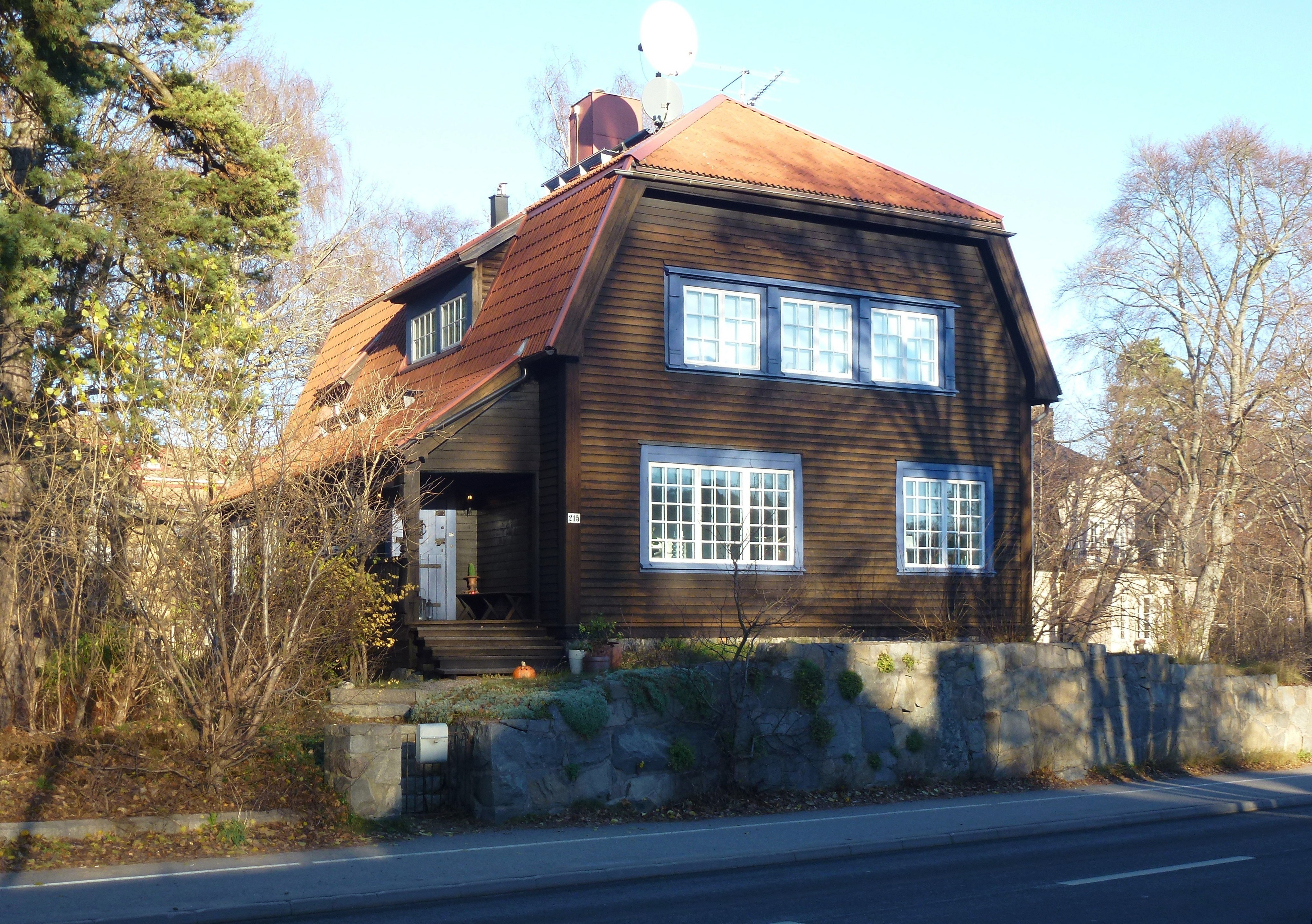
Villa Bergh i november 2013.

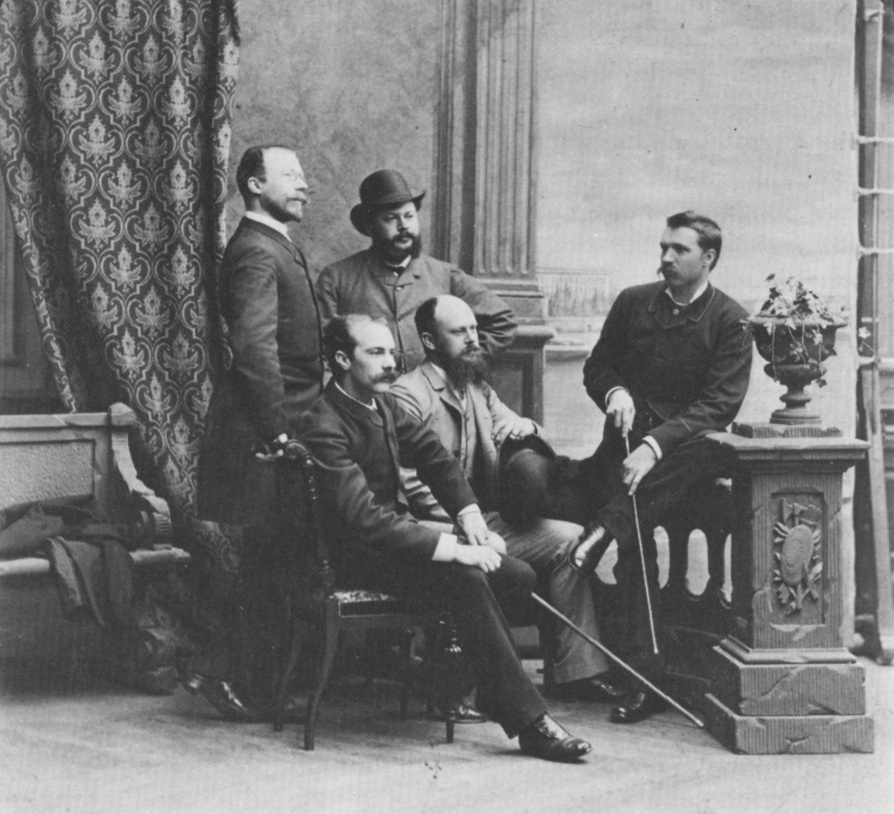
Ateljéfotografi med några av ledarna för Opponenterna. Stående från vänster: Carl Larsson och Ernst Josephson. Sittande från vänster: Richard Bergh, August Hagborg och Per Hasselberg.

Richard Bergh var son till konstnärerna Edvard Bergh och Amanda Helander. Han fick sin utbildning i Stockholm, först hos Edvard Perséus, sedan mellan 1878 och 1881 på Konstakademin där han mötte Nils Kreuger och Karl Nordström. Hans härifrån tidiga verk består mestadels av akademiskt målade scener ur den svenska historien. År 1881 kom Bergh till Frankrike för att i Paris studera med Jean-Paul Laurens och vid Académie Colarossi (1881–1884). Han debuterade på Parissalongen 1883.
Vid 1885 blev Bergh tillsammans med Ernst Josephson och andra nordiska konstnärer i konstnärskolonierna i Paris och Grez-sur-Loing en av de främsta förespråkarna för Opponenterna. Det var en rörelse som motsatte sig de konservativa tendenserna inom Konstakademin. Påföljande år grundande de Konstnärsförbundet där Bergh kom att bli dess sekreterare.
Bergh skapade främst porträtt och landskap. Under sin vistelse i Frankrike drogs han mot naturalism och plein-air måleriet, utan att vara influerad av impressionismen, utan snarare visa på släktdrag med Jules Bastien-Lepage. Hans 1880-tals måleri präglas av den rådande realismen och inslag av romantikens strömningar. Karaktäristiskt för Berghs här tidiga porträtt är Porträtt av målaren Nils Kreuger (1883; Statens Museum for Kunst), ett verk han debuterade med på salongen samma år. Han målade också 1885 fästmöporträttet av Helena Klemming, som han efterföljande år gifte sig med och målade det välkända hustruporträttet. Mot slutet av åttiotalet utvecklade han en mer känslosam och nästintill morbid ton i sina verk. Under vintern 1886 arbetade han med Hypnotisk seans i Paris. Hustrun Helena stod som modell för den symboliska målningen Flickan och Döden (1888; Prins Eugens Waldemarsudde), innan hon 1889 avled av en obotlig sjukdom. Berghs porträtt från denna tid visar på en liknande utveckling med psykologiska övertoner, som i de dystra tillika gripande porträttskildringarna av Eva Bonnier (1889; NM), August Strindberg (1905; Bonniers porträttsamling) och Gustaf Fröding i sjuksängen (1909), det senare en lika fängslande som träffande bild av en tragisk diktargestalt. År 1890 gifte han om sig med Gerda Winkrans. I en privat diskussionsklubb lärde makarna Bergh känna Ellen Key, vars vänskap blev mycket betydelsefull.
Bergh begav sig 1893 till Varberg, för att där tillsammans med Nils Kreuger och Karl Nordström etablera en konstnärskoloni som senare kom att bli känd som Varbergsskolan. Han koncentrerade sig på landskapsstudier och hela gruppen utvecklade en förhöjd medvetenhet om ljusets och landskapets förmåga att ge en känsla av mystik och romantik. Under denna tid tillkom till exempel Riddaren och jungfrun (1897, Thielska galleriet). Känslan för det nordiska landskapet, den nationalromantik som utvecklades stärktes bara än mer i kontrasten som Bergh mötte under sin utlandsvistelse i Italien 1897–1898. Ett exempel där han lät sig inspireras av det nordiska ljuset är även ett av hans mest kända verk, Nordisk sommarkväll. Miljön är hämtad från Ekholmsnäs gård på Lidingö där prins Eugen och sångerskan Karin Pyk ifrån en balustrad ser ut över Kyrkviken som badar i en guldskimrande aftonstämning. Tavlan förenar den italienska renässansens komposition, med motiv från tidig 1800-tals tysk romanticism och kontemporär symbolistisk tendens från Pierre Puvis de Chavannes och Paul Gauguin. Främst har den setts personifiera andan i den svenska nationalromantiken. År 1904 bosatte sig Bergh i Storängen i Nacka, där han uppdrog åt arkitekten Albin Brag att rita Villa Bergh, belägen vid Värmdövägen 215. Villan är utpräglat nationalromantisk i stilen och har en rymlig ateljé med stor takhöjd. Här bodde konstnären fram till sin död i januari 1919.
Bergh var en av förgrundspersonerna inom svenskt konstliv under en lång tid och gjorde även stora insatser för en yngre generation konstnärer genom den målarskola Konstnärsförbundet bedrev i Stockholm och där han själv undervisade. 1915 blev han överintendent och chef för Nationalmuseum, där han inledde ett genomgripande, framgångsrikt omdaningsarbete som han var starkt engagerad i under sina sista levnadsår. Här kom han att modernisera utställning- och konstköpsriktlinjerna, och uträttade stordåd för den svenska konsten. Han var också en lysande skribent och ägnade sig flitigt åt att i artiklar och essäer behandla nya riktningar i tidens konstliv. Sin inställning till konsten formulerade han i Hvad vår kamp gällt (1905), essäsamlingen Om konst och annat (1908), och i skriften Konstmuseet som skönhetsvärld slår han fast att "konstmuseet ska vara som ett skönhetens hem öppet för hela folket".
Han är representerad på Bonniers porträttsamling, Göteborgs konstmuseum, Nationalmuseum, Nordiska museet, Uppsala universitetsbibliotek, Thielska galleriet, Malmö konstmuseum, Livrustkammaren, Kalmar konstmuseum, Prins Eugens Waldemarsudde, Norrköpings konstmuseum, Sven-Harrys konstmuseum, Nasjonalmuseet for kunst, arkitektur og design och Statens Museum for Kunst jämte en mängd andra museer.
Richard Berghs väg i Södra Ängby i Stockholm är uppkallad efter honom.

## Målningar (urval)
Se även alfabetisk lista över urval av Berghs målningar

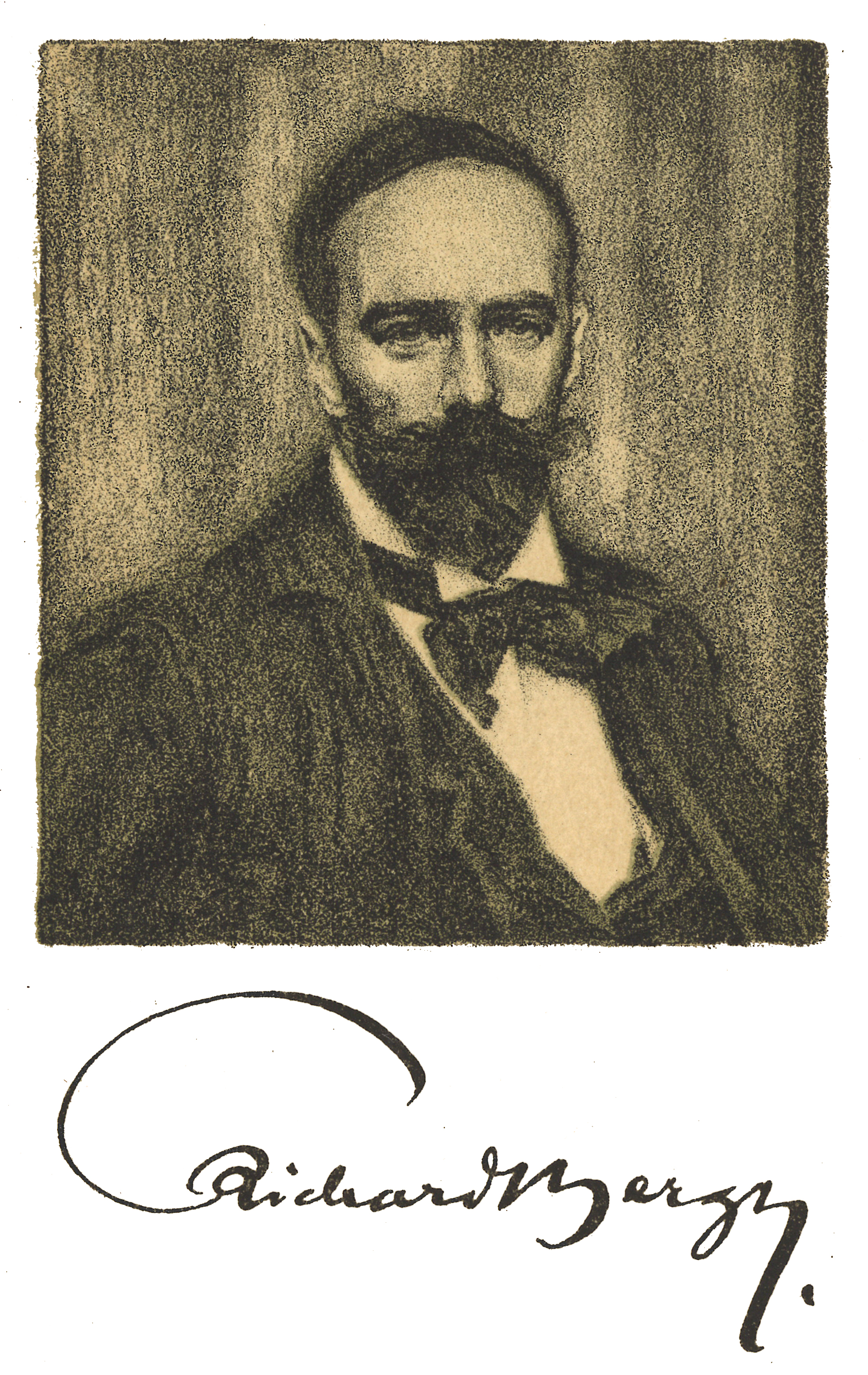
Självporträtt och autograf.
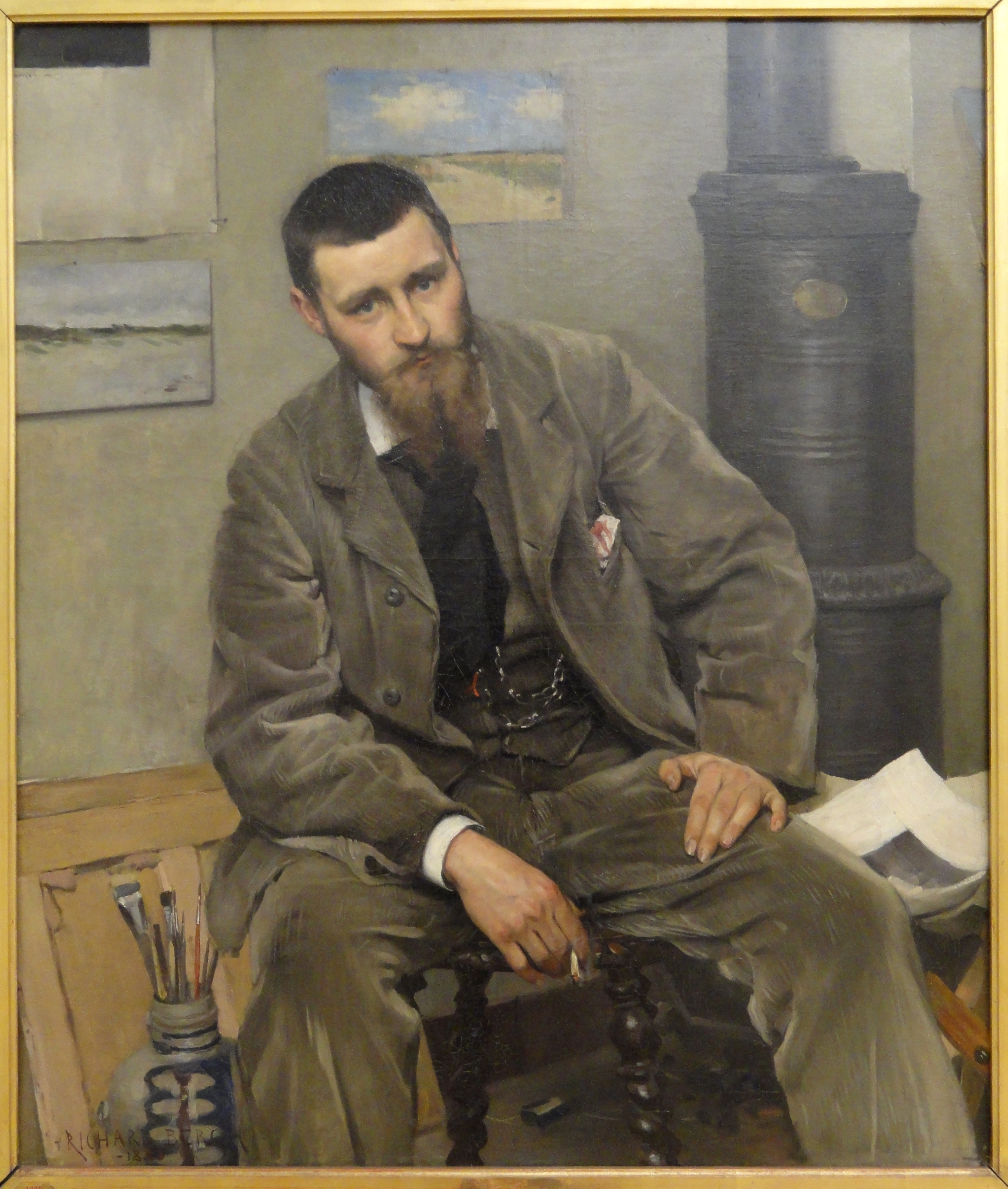
Porträtt av målaren Nils Kreuger (1883). Statens Museum for Kunst.
Blomsterplockerska (1884), Göteborgs konstmuseum.
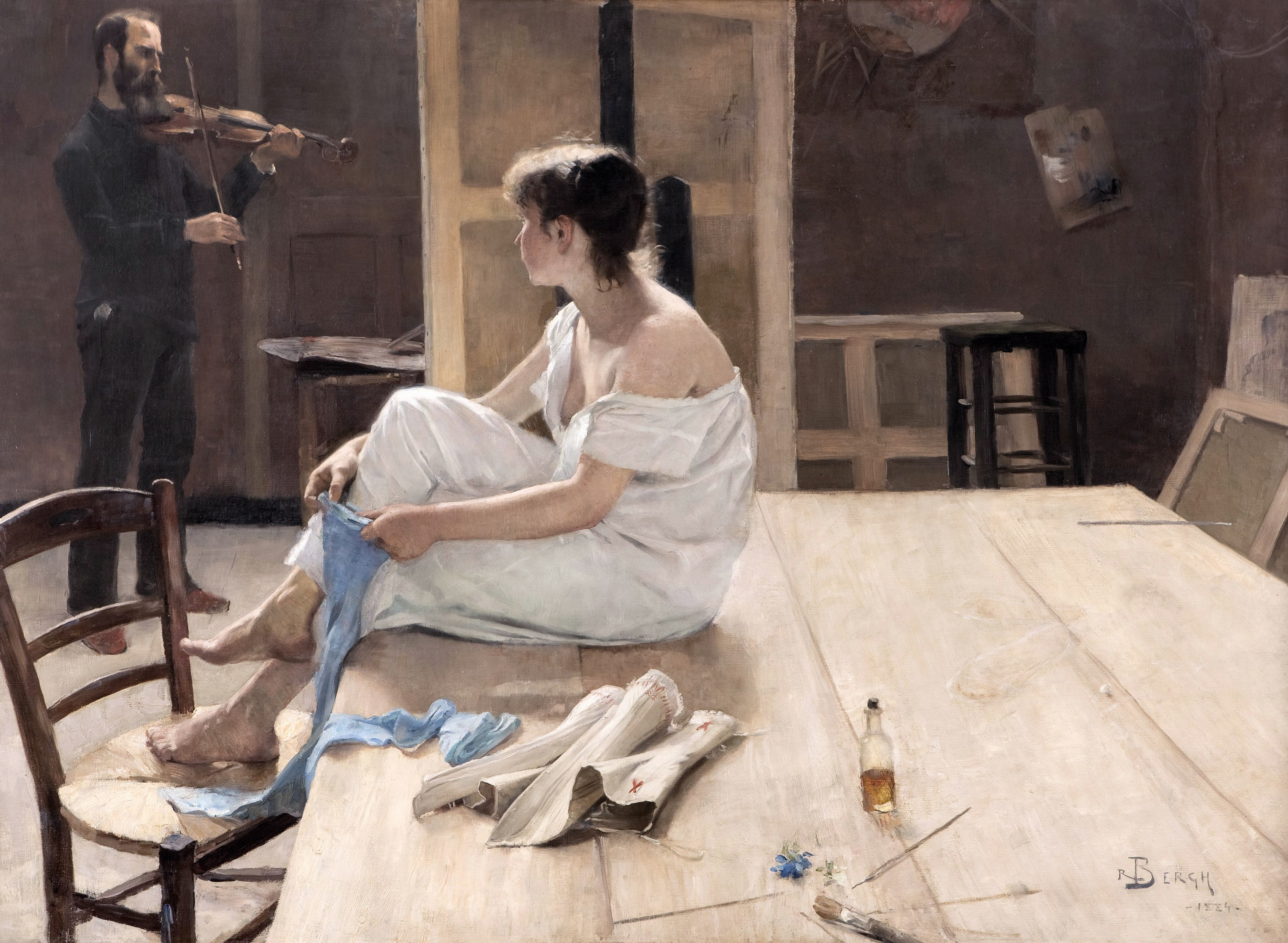
Avslutad seans (1884). Malmö konstmuseum.
Konstnärens hustru (1886), Göteborgs konstmuseum.
Konstnären Eva Bonnier (1889). Nationalmuseum.
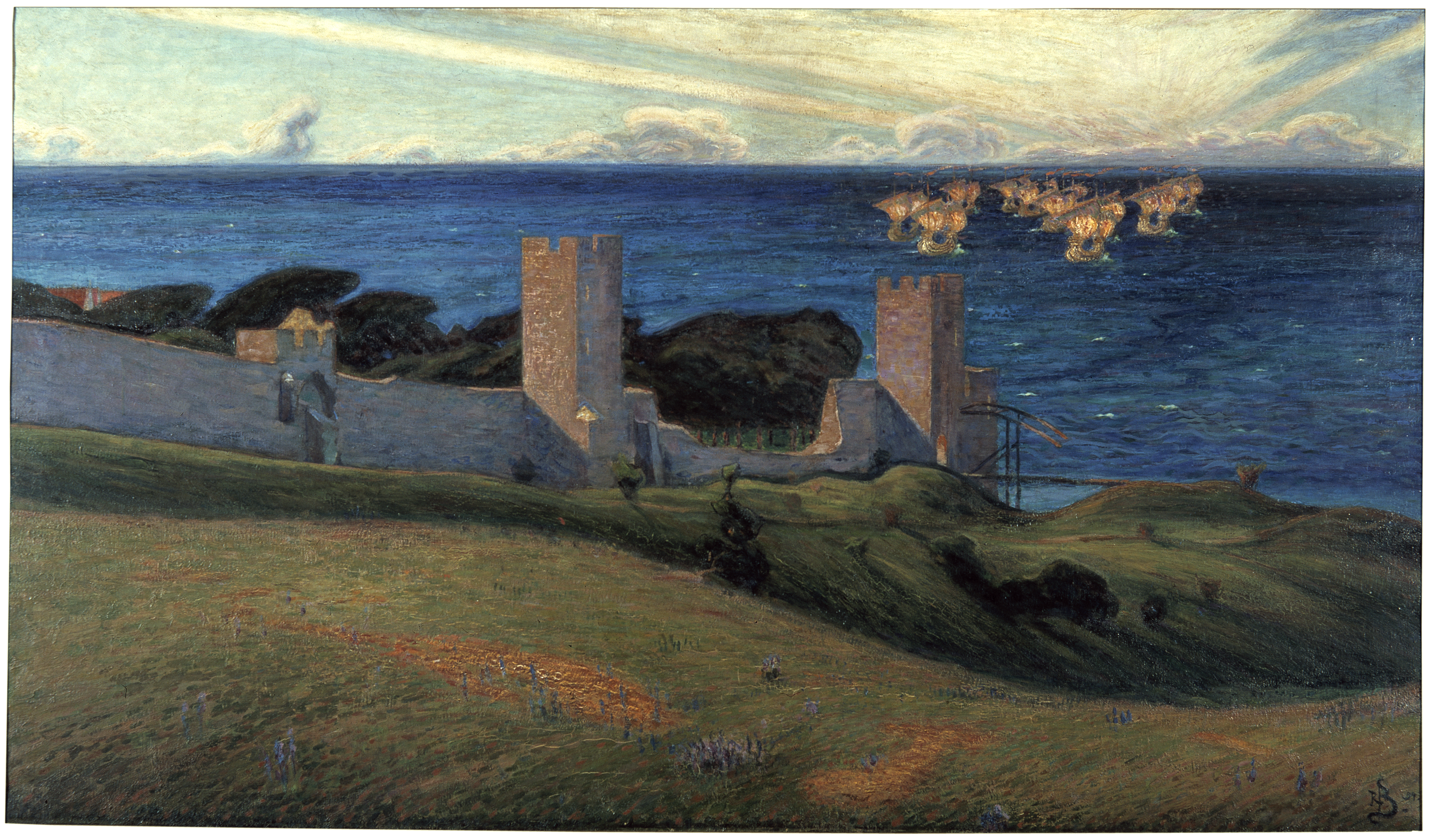
Vision, motiv från Visby (1894). Nationalmuseum.
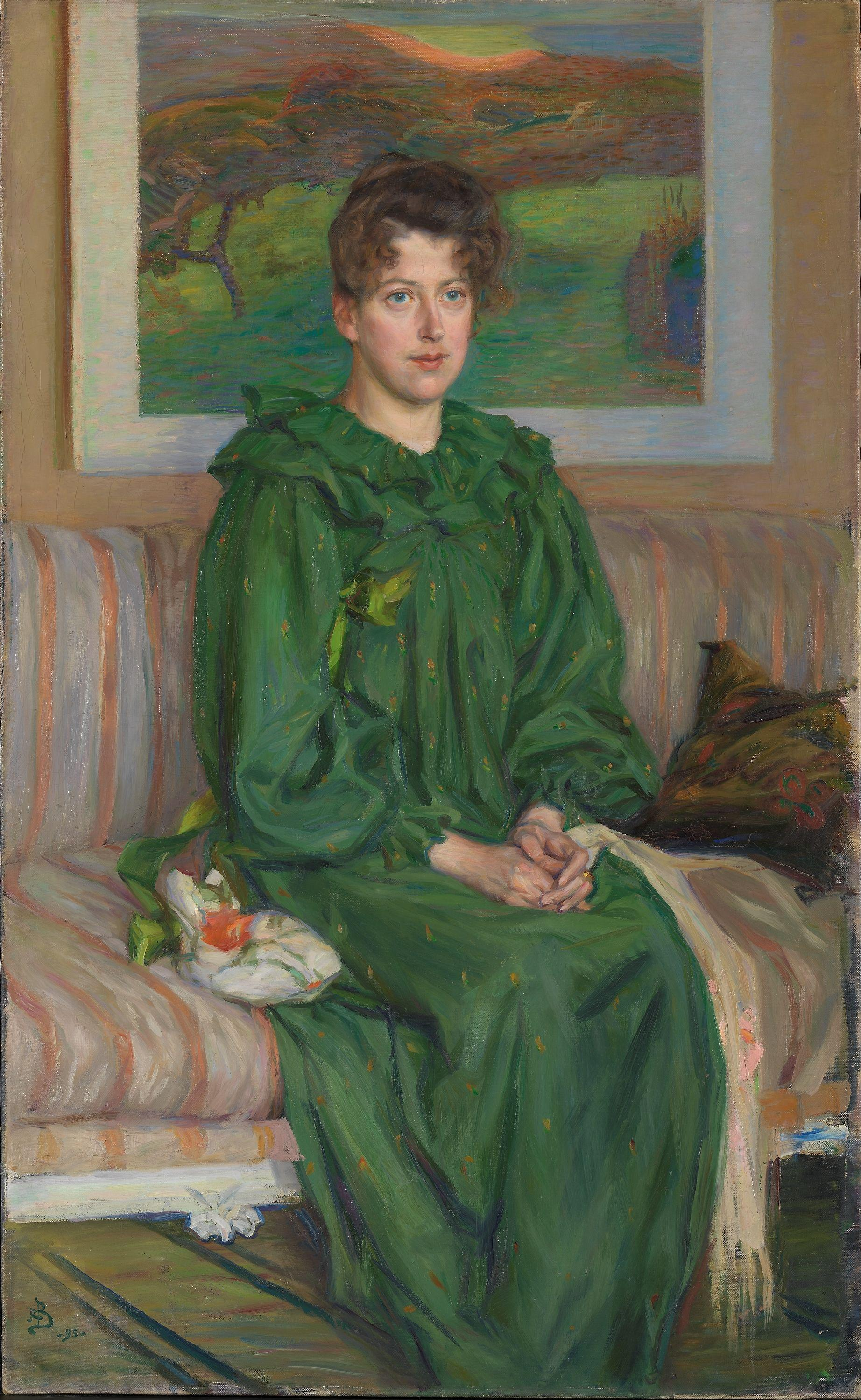
Porträtt av Gerda (1895), Nasjonalmuseet for kunst, arkitektur og design.
Halländskt landskap (1905), Göteborgs konstmuseum.
Riddaren och jungfrun (1897) Thielska galleriet
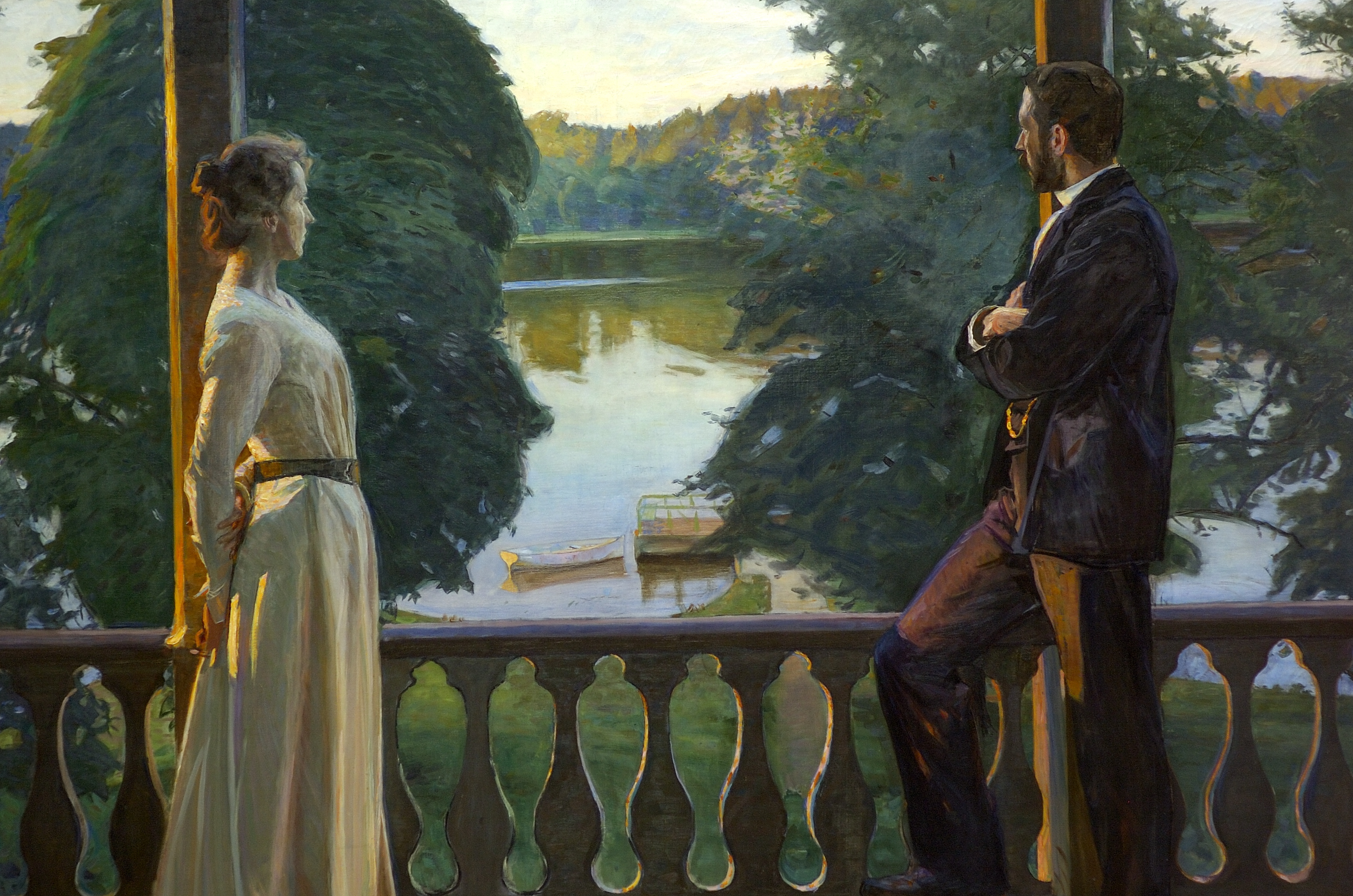
Nordisk sommarkväll (1899-1900). Fürstenbergska galleriet.
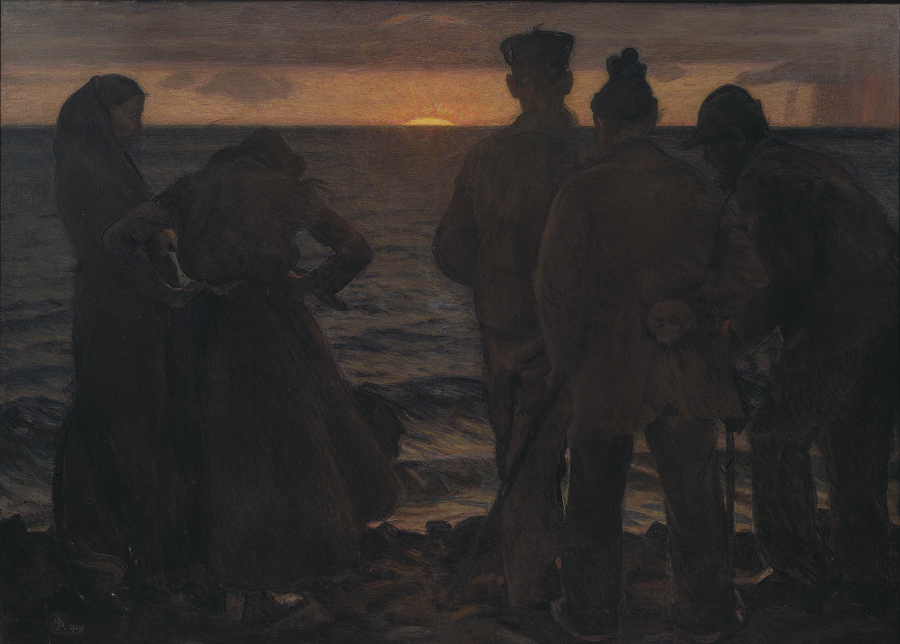
De gamla på stranden (1903), Statens Museum for Kunst.
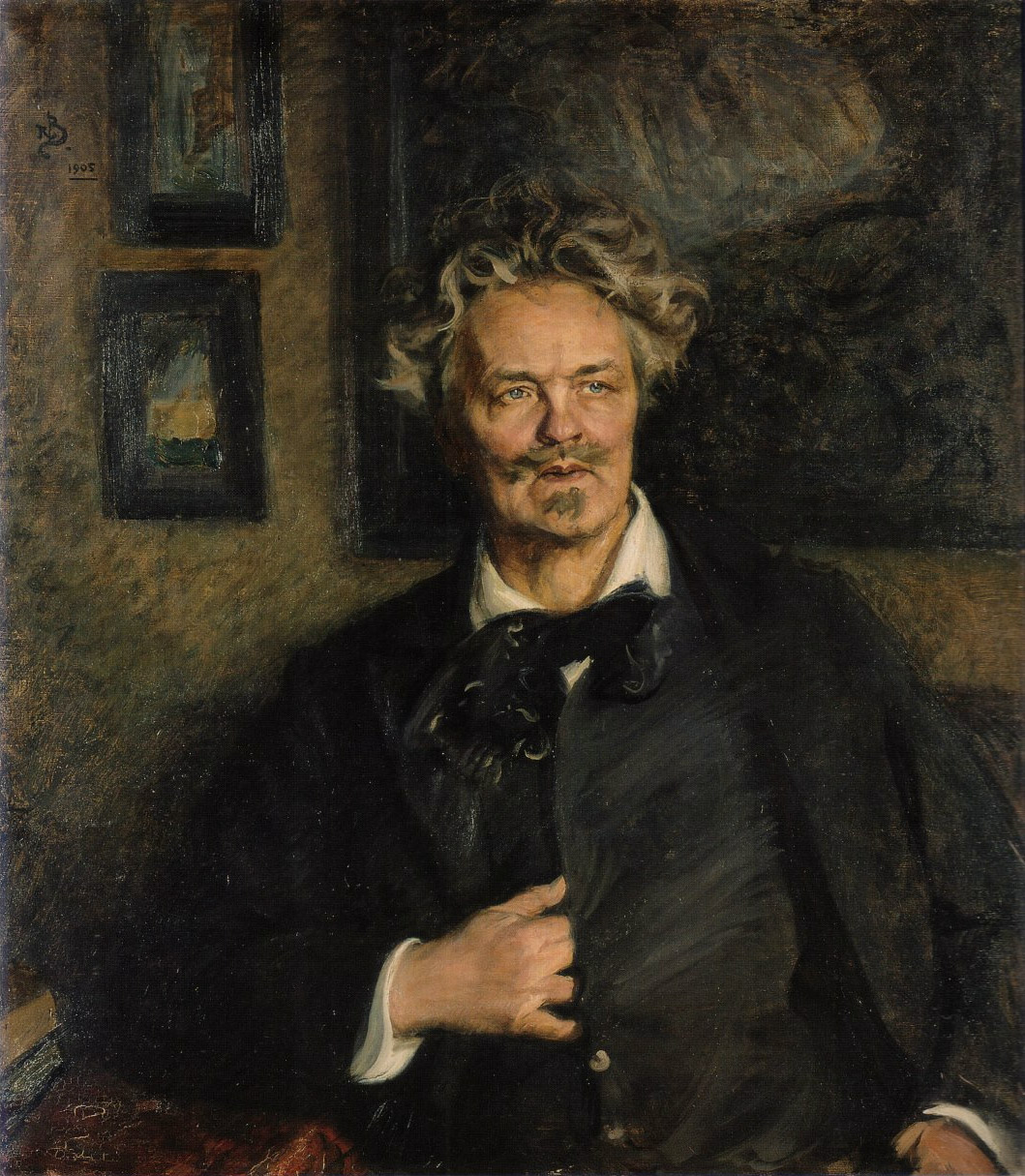
Porträtt av August Strindberg (1905). Bonnierska Porträttsamlingen.
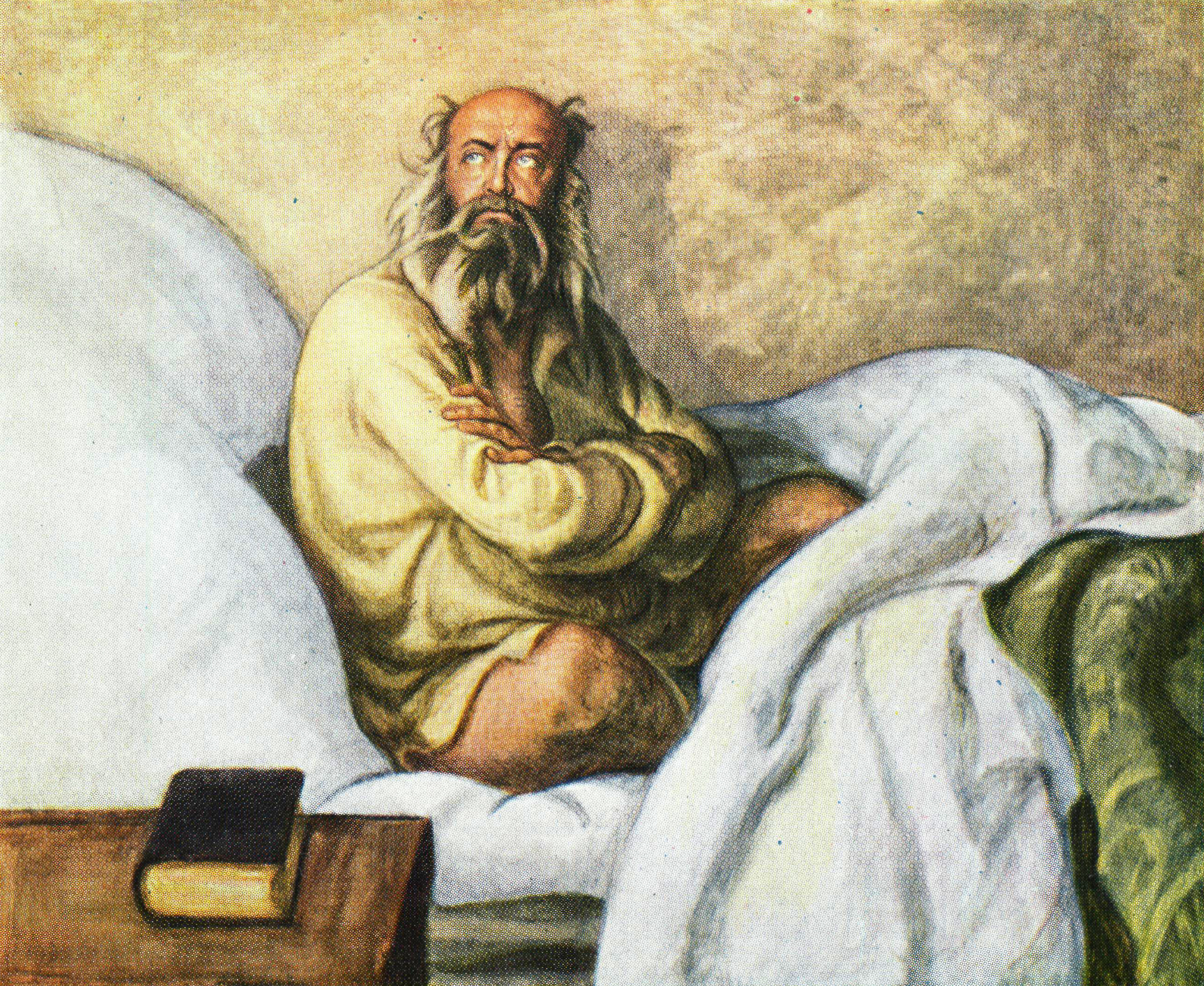
Gustaf Fröding i sjuksängen (1909). Bonnierska Porträttsamlingen.
Porträtt av Hjalmar Branting (1912). Nationalmuseum.

### Varia
- Per Hasselberg: minnesblad. Sveriges allmänna konstförenings album, 99-1679617-3 ; 6. Stockholm. 1898. Libris 1610939 - Medförfattare: Ernst Josephson och Karl Valentin.
- Det skönas problem från naturalistisk synpunkt. Studentföreningen Verdandis småskrifter, 99-0470915-7 ; 125. Stockholm: Bonnier. 1904. Libris 1281425
- Hvad vår kamp gällt: stämningsbilder från "opponenternas" 20-åriga verksamhet. Stockholm: Bonnier. 1905. Libris 1719043. https://runeberg.org/brkamp/
- Om konst och annat. Stockholm: Bonnier. 1908. Libris 1611695
- Några ord till Frödings bild.. Stockholm. 1911. Libris 2557490
- 60 reproduktioner i tontr. efter fotogr. af originalen.. Små konstböcker ; 17. Lund. 1913. Libris 2557492
- Katalog över utställningen av svensk genombrottskonst från 80- och 90-talet samt närmast följande år, [Sthlm] okt.1914. jämte randanteckningar av R.B.. Stockholm. 1914. Libris 2557488
- Konstmuseet som skönhetsvärld.. Stockholm. 1915. Libris 2557489
- Fransk konst i Nationalmuseum våren 1917: några randanteckningar. Stockholm: Norstedt. 1917. Libris 1649456
- Stilproblemet i den moderna konsten: ett försök till utredning av dess uppkomst och art. Stockholm: Bonnier. 1919. Libris 899595
- Efterlämnade skrifter: om konst och annat. Stockholm: Bonnier. 1921. Libris 910201

### Verkutgåvor
- Richard Bergh: 60 reproduktioner. Små konstböcker, 99-1831872-4 ; 17. Lund. 1914. Libris 1980312
- Katalog över minnesutställning av Richard Berghs efterlämnade arbeten. Nationalmusei utställningskatalog, 0585-3222 ; 9. Stockholm. 1919. Libris 1660447
- Richard Bergh 1858-1919: minnesutställning i Kungl. Akademien för de fria konsterna : Stockholm 1949. Stockholm. 1949. Libris 2557493
- Richard Bergh: 1858-1919 : Prins Eugens Waldemarsudde, oktober-december 1978. Stockholm: Waldemarsudde. 1978. Libris 9797704
- Richard Bergh. Millesgårdens utställningskatalog, 0283-9733 ; 42. Stockholm: Millesgården. 1995. Libris 7764126. ISBN 91-87340-42-9
- Richard Bergh: ett konstnärskall. Stockholm: Waldemarsudde i samarbete med Carlsson. 2002. Libris 8419742. ISBN 91-7203-477-7